# Szpręgelówka
Szpręgelówka (dodatkowa nazwa w j. kaszub. Szprãgelówka) – wsi Brzozowo w Polsce, położona w województwie pomorskim, powiecie bytowskim, gminie Lipnica, w regionie Kaszub zwanym Gochami. Wchodzi w skład sołectwa Brzozowo.
W latach 1975–1998 Szpręgelówka administracyjnie należała do województwa słupskiego.
Do 1 września 1939 roku osada nadgraniczna po polskiej stronie granicy.